# Familie-orde van Selangor
De "Duli Yang Maha Mulia Sultan dan Yang di-Pertuan Negara Selangor Dar ul-Ihsan" oftewel "Koning en heerser van de staat Selangor Dar ul-Ihsan en haar territotia" stichtte vier ridderorden.
De oudste en hoogste van deze ridderorden is de "Zeer geachte Familie-orde van Selangor" die in het Maleis "Darjah Kerabat Selangor Yang Amat di-Hormati" genoemd wordt. De orde werd op 6 juni 1961 ingesteld door Sultan Salah ud-din 'Abdu'l Aziz Shah. In het Maleis "Paduka Sri Sultan Saleh ud-din 'Abdu'l Aziz Shah Alhaj ibni al-Marhum Sultan Hisham ud-din Alam Shah Alhaj" geheten. Hij leefde van 1926 tot 2001 en werd in 1960 gekroond.
De orde heeft de volgende rangen;
- Eerste Klasse

De dragers van de Eerste Klasse dragen een gouden keten met daaraan de negenpuntige gouden ster van de orde.Op de linkerborst dragen zij de ster van de orde.
- Tweede Klasse

De dragers van de Tweede Klasse dragen de ster aan een breed lint over de rechterschouder en de ster van de orde op de linkerborst.
Men zou van een huisorde kunnen spreken maar de onderscheiding wordt behalve aan de koningsfamilie en andere vorstelijke personen ook aan hoge dienaren van de staat toegekend.

## De versierselen van de orde
De ster of "bintang", het islamitische land gebruikt geen kruisen, heeft negen rood-witte punten en daartussen zijn gouden stralen in geelgoud en het landswapen, een monogram in donkerder goud bevestigd. Het medaillon is van geelgoud, heeft geen ring en draagt het monogram van de stichter.
Als verhoging dient bij de keten een juweel met twee gekruiste vlaggen. Daarboven is de ster boven een halve maan, een islamitisch symbool, geplaatst.De andere gouden schakels zijn rond, rood geëmailleerd en versierd met gouden monogrammen, sterren en wapens.